# Nemes Tihamér

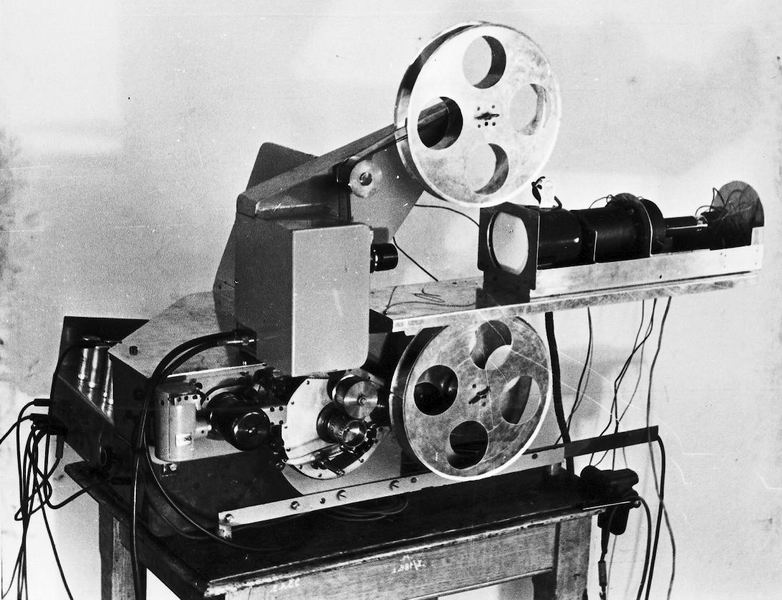
Nemes Tihamér képbontója

Nemes Tihamér (Budapest, 1895. április 29. – Budapest, 1960. március 30.) feltaláló, gépészmérnök, MTA doktora, villamosmérnök, a műszaki tudományok doktora, a kibernetika egyik hazai úttörője.

## Életpályája
Szülei Nemes Mihály és Auguszt Mária voltak. Oklevelét 1917-ben Budapesten szerezte a Műegyetemen. Rövid ideig dolgozott a Lloyd repülőgépgyárnál. 1921-től a Telefonhírmondóhoz került, majd annak főmérnökének nevezték ki. 30 éves korában az Elektromos és Finommechanikai Rt. igazgatójává léphetett elő. 
1929-től a Posta Kísérleti Állomásán dolgozott. Az 1930-as évek közepétől megkezdte a televíziózás elméleti és gyakorlati tanulmányozását. Részt vett az első hazai kísérletekben. 1938-ban szabadalmi bejelentést tett színes televízió megvalósítására. 1950-ben a Távközlési Kutató Intézet tudományos munkatársa.
Érdeklődési körébe tartoztak az: elektrotechnika, logika, szimuláció, modellezés, de leginkább a logikai gép. Nemes Tihamér sakkozó- és sakkfeladványokat megoldó gépei is elsősorban az emberi gondolkozás modellezésére szolgáltak. Számtalan televíziós szabadalma szimulálta az emberi szem funkcióit. Postamérnökként egyike volt azoknak, akik a magyar televíziózást megteremtették. 1953-ban készítette az első magyar kísérleti tv-adó berendezést.
1926. március 18-án Budapesten, a Józsefvárosban házasságot kötött Ruser Margittal, Ruser Henrik Emil és Sillye Etelka lányával.

## Műve
Nemes Tihamér mélyen érdeklődött a számítástechnika iránt: „Kibernetikai gépek” című könyvében külön fejezetet szentel a számítógépeknek. Munkái alapján joggal nevezhetjük őt nemcsak a kibernetika, hanem a magyar számítástechnika egyik jeles úttörőjének is.
A „Kibernetikai gépek” című könyve 1962-ben, két évvel halála után jelent meg. A könyv anyagát Nemes Tihamér barátai szedték össze, a mérnök jegyzeteiből. Így szerettek volna adózni a „meg nem értett” magyar feltaláló emlékének.

## Emlékezete
- Nemes Tihamér Országos Informatikai Tanulmányi Verseny
- Békéscsabán egy középiskola viseli a nevét 2017. szeptember elsejétől.